# Liste des sites mégalithiques dans la communauté valencienne
Cette liste non exhaustive recense les principaux sites mégalithiques dans la communauté valencienne, en Espagne.

## Cartographie
Localisation des principaux sites mégalithiques dans la communauté valencienne
| : Complexes mégalithiques · : Alignements, henges, cromlechs · : Dolmens, menhirs, tumulus, cairns · |

## Liste
| Site                         | Type    | Commune           | Notes          | Coordonnées                 | Image |
| ---------------------------- | ------- | ----------------- | -------------- | --------------------------- | ----- |
| Dolmens de L'Argilagar       | Dolmens | Morella           | Quatre dolmens | 40° 35′ 16″ N, 0° 06′ 54″ O |       |
| Dolmen de Ayelo del Malferit | Dolmen  | Aielo de Malferit |                |                             |       |
| Ciste de Ladera de San Antón | Ciste   | Orihuela          |                |                             |       |
| Dolmen de los Moscones       | Dolmen  | Bicorp            |                |                             |       |
| Dolmen de L'Olleria          | Dolmen  | L'Olleria         |                |                             |       |